# Raymond Rougeau
Pour les articles homonymes, voir Rougeau.
Raymond Rougeau (né le 18 février 1955 à Saint-Sulpice) est un lutteur professionnel (catcheur) québécois devenu commentateur francophone. Il est l'actuel maire de la municipalité de Rawdon au Québec.

## Carrière
Raymond Rougeau a commencé à s'entraîner à l'âge de quatorze ans avec son père, Jacques Rougeau , et son grand-oncle Eddie Auger. Il débute en 1971 à l'âge de seize ans à Joliette pour la fédération de son père en tant que babyface. En 1976 Raymond est allé à Atlanta travailler pour Jim Barnette à la National Wrestling Alliance avec son ami proche Pierre Lefebvre.
En août 1985, Raymond et son frère Jacques Rougeau rejoignent la World Wrestling Federation. Ils forment une équipe et sont à la base faces, mais en 1988 ils deviennent heel et The Fabulous Rougeaus, un duo de canadiens français qui (sans sincérité) affirme son amour pour l'Amérique. Ils apparaissent à WrestleMania II, l'un des grands moments de leur carrière, mais ils sont battus cependant par Brutus Beefcake et Greg Valentine.
Raymond s'en allait en semi-retraite trois mois après SummerSlam en 1989. Son dernier match était à la WWF au Royal Rumble 1990, où les frères Rougeau perdaient contre les Bushwackers. Il devenait bientôt un commentateur pour la version française des programmes de la WWF distribués au Québec, en Europe et en Afrique, donc le présentateur de l'édition française de l'émission WWF Superstars avec Guy Hauray, puis Jean Brassard, diffusée sur la chaîne RDS au Canada et puis sur Canal+ en France. Il sort de sa retraite en 1996 pour affronter Owen Hart dans un match de Boxe au Centre Molson de Montréal. Il quitte la WWF en 2002 quand la fédération arrêta l'édition de ses programmes en version française.
Raymond Rougeau est conseiller municipal à Rawdon. Il est élu avec 72 % des votes, et ensuite réélu sans opposition[réf. nécessaire]. Élu pour la première fois en novembre 2002, il est réélu en 2005, 2009 et 2013. Opposé à deux candidates en novembre 2013, il est avec 66,12 % des voix réélu pour un 4e mandat. Le 7 novembre 2021, Raymond Rougeau gagne les élections et devient maire de la municipalité de Rawdon au Québec.
Il organise occasionnellement des spectacles à Montréal avec Jacques.
En 2017, la WWE l'a réengagé avec son acolyte de toujours Jean Brassard pour commenter les pay per view de la WWE sur le WWE network. Leur retour s'est fait lors de Great Balls of Fire .

## Palmarès
- Lutte Internationale (Montréal)
  - 6 fois Canadian International Tag Team Championship avec Jacques Rougeau (4) et Pat Patterson (2)

- National Wrestling Alliance
  - 1 fois NWA Montréal Junior Heavyweight Championship

- Pro Wrestling Illustrated
  - 291e Meilleur catcheur solo sur 500 lors du PWI 500 en 1994

## Sources et références
- Entrevue sur Wrestleview.com
- Raymond Rougeau sur Online World of Wrestling
- La famille Rougeau Family sur Canoe.ca